# Nordisches Modell für Prostitution
Der Begriff Nordisches Modell (auch als Gleichstellungsmodell bezeichnet) steht für eine Form des Verbots von Prostitution und hat keinen Bezug zum Nordischen Modell im Bereich der Sozialpolitik. Es handelt sich um eine „asymmetrische Kriminalisierung“, d. h., dass die Person, welche sexuelle Dienstleistungen anbietet, dafür nicht bestraft wird.
Das bekannteste Element des Nordischen Modells ist die Kriminalisierung der Kunden von Prostituierten durch das Sexkaufverbot. Die Kriminalisierung der Kunden wurde erstmals 1999 in Schweden eingeführt, weshalb lange von einem schwedischen Modell die Rede war.
Das Nordische Modell wird kontrovers diskutiert. Erfolg und Auswirkungen des Modells werden von politischen Parteien, Menschenrechtsorganisationen und Prostituierten selbst unterschiedlich beurteilt.

## Konzept und Verbreitung des Nordischen Modells
Die konkrete Gestaltung des Verbotes unterscheidet sich stark zwischen den skandinavischen Ländern, die es eingeführt haben (Norwegen und Schweden), und Wissenschaftler haben betont, dass der Begriff „Nordisches Modell“ daher eher einen Überbegriff unterschiedlicher Ansätze zum Erreichen des gleichen Ziels darstellt. Das Europäische Parlament verabschiedete 2014 eine nicht-bindende Resolution zugunsten des Nordischen Modells und empfahl den Mitgliedsstaaten, u. a. die Inanspruchnahme sexueller Dienstleistungen zu kriminalisieren. Im Jahr 2023 bekräftige das Parlament diese Haltung und verabschiedete erneut einen Aufruf, der die Mitgliedsstaaten dazu auffordert, „sicherzustellen, dass es unter Strafe gestellt wird, von einer Person eine sexuelle Handlung gegen Entgelt, das Versprechen eines Entgelts, die Gewährung eines geldwerten Vorteils oder das Versprechen eines solchen Vorteils zu verlangen, anzunehmen oder zu erhalten“ sowie weitere dem Nordischen Modell entsprechende Maßnahmen zur Prävention und Ausstiegshilfe für Prostituierte umzusetzen.

### Aufbau und Konzept
Der Modellcharakter des Nordischen Modells entspringt aus der Kombination strafrechtlicher und sozialpolitischer Maßnahmen, wobei die Kriminalisierung von Kunden, also der einvernehmlichen entgeltlichen Inanspruchnahme sexueller Dienstleistungen (Sexkaufverbot), als unentbehrliches Kernstück gilt. Unterstützer des Modells zeichnen es als Vier-Säulen-Modell, das jedoch an vielen Stellen unpräzise ist, insbesondere hinsichtlich der Nachteile, welche die Deregulierung mit sich bringt.
1. umfassende Kriminalisierung auch einvernehmlicher Prostitution, darunter insbesondere: Inanspruchnahme entgeltlicher sexueller Dienstleistungen (in den Debatten auch Sexkaufverbot genannt), Vermietung von Arbeits- und Wohnräumen an Prostituierte, Vermittlung von sexuellen Dienstleistungen, gemeinsames Arbeiten von Prostituierten,
2. Nicht-Bestrafung des Anbietens sexueller Dienstleistungen,
3. Angebote zum Ausstieg aus der Prostitution, unter der Bedingung, dass die Sexarbeit sofort eingestellt wird,
4. Aufklärungs- und Bildungsmaßnahmen in der Bevölkerung gegen Prostitution

Insgesamt versucht das Modell, Prostitution weitgehend einzudämmen, indem es die Nachfrage nach sexuellen Dienstleistungen zu reduzieren versucht.

### Verbreitung
In chronologischer Reihenfolge haben folgende Länder, davon drei nordische, das Nordische Modell in verschiedenen Varianten eingeführt:
- Schweden (1999)[8]
- Norwegen (2009)[9]
- Island (2009)[10]
- Kanada (2014)[11]
- Nordirland (2015)[12]
- Frankreich (2016)[13]
- Irland (2017)[14]
- Israel (2020)[15]

Folgende Länder haben das Modell bisher nach einer parlamentarischen Debatte abgelehnt:
- Finnland (2006[16])
- Dänemark (2012[16])
- England
- Schottland (2024[17])
- Spanien (2018 und 2024[18])
- Schweiz (2022[19])
- Wales

### Nordische Länder ohne „Nordisches Modell“
Mit Dänemark und Finnland haben zwei der fünf nordischen Staaten auf das Modell verzichtet. Die Inanspruchnahme legaler sexueller Dienstleistungen gegen Entgelt ist dort erlaubt.

## Geschichte und Umsetzung

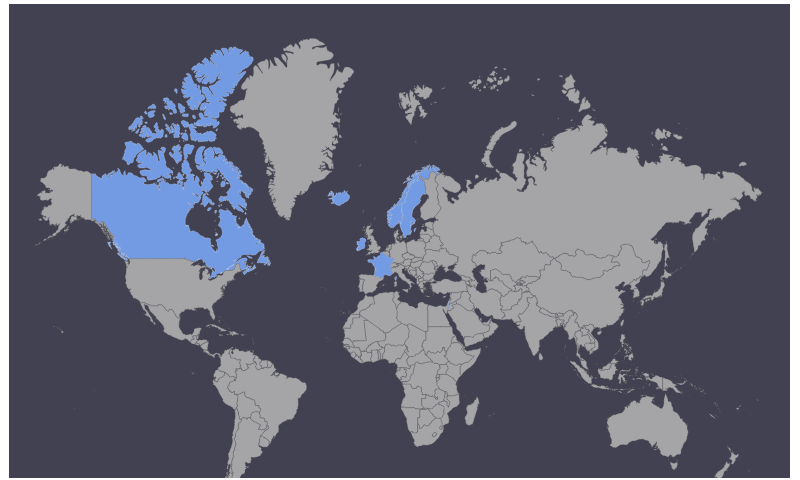
Länder, die das Nordische Modell implementiert haben (2019)

Das Modell wurde 1999 in Schweden entwickelt und im Zuge eines Gesetzespakets gegen Gewalt an Frauen eingeführt (Kvinnofrid-Gesetz). Diesem Beispiel folgten 2009 Norwegen (Sexkjøpsloven – Sex-Käufer-Gesetz) und Island. Umfragen zufolge befürworteten dort 70 % der Bevölkerung die Kriminalisierung der Inanspruchnahme sexueller Dienstleistungen. Kanada führte 2014 als Teil des Protection of Communities and Exploited Persons Act (Beschluss zum Schutz von Gemeinden und ausgebeuteten Personen) ein Sexkaufverbot ein. In Nordirland trat eine ähnliche Regelung 2015 in Kraft. Frankreich folgte 2016. In Irland wurde die Inanspruchnahme sexueller Dienstleistungen 2017 als Teil des Sexual Offenses act (Gesetz zu Sexualstraftaten) kriminalisiert. In Israel trat am 10. Juli 2020 ein Sexkaufverbot in Kraft.

### Schweden
Bereits 1999 führte Schweden als erstes Land das Nordische Modell zum Sexkaufverbot ein. Im Jahre 2008 berief die schwedische Regierung ein Komitee ein, das die Wirkung des Modells zwischen 1999 und 2008 evaluieren sollte. Diesem Komitee stand Anna Skarhed, ehemalige Richterin des obersten Gerichtshofes, vor. Es kam zum Ergebnis, dass ein Rückgang der Straßenprostitution um 50 % auf die Einführung des Sexkaufverbots zurückführbar sei. Im Vergleich der Städte Oslo, Kopenhagen und Stockholm zeigte sich, dass während des Jahres 1999 die Straßenprostitution in allen drei Städten einen vergleichbaren Umfang hatte, er sich in Stockholm 2008 auf etwa 30 % des Umfangs in den beiden anderen Städten reduziert hatte. Laut dem Bericht hätten zum damaligen Zeitpunkt keine Informationen vorgelegen, die darauf hindeuten, dass frühere Straßen-Prostituierte nach dem Sexkaufverbot vermehrt in der In-Haus-Prostitution tätig sind. Der Regierungsbericht bestätigte die eigene Vorgehensweise und stellte erwartungsgemäß fest, dass Frauen, die sich weiterhin prostituierten, das Sexkaufverbot kritisch sahen, Aussteigerinnen dagegen positiv. Der Bericht betonte auch, dass die negativen Folgen des Gesetzes für Sexarbeitende aus der Perspektive der Prostitutionsbekämpfung positiv zu betrachten sind.
Weitere Ergebnisse legte das Komitee für Frauenrechte und Gleichstellung der Europäischen Union 2013 vor. Demnach sei die Anzahl von Prostituierten in Dänemark trotz der kleineren Gesamtbevölkerung ungefähr zehnmal so hoch wie in Schweden. Das Komitee führte auch einen Wandel in der öffentlichen Meinung auf das neue Gesetz zurück. So hätten sich 1995 noch 45 % der Frauen und 20 % der Männer dafür ausgesprochen, die Inanspruchnahme von Sexdienstleistungen zu kriminalisieren. Demgegenüber hätten sich 2008 rund 79 % der Frauen und 60 % der Männer dafür ausgesprochen. Unter Verweis auf Angaben schwedischer Polizeibehörden stellte das Komitee ferner fest, dass das neue Gesetz vor Menschenhandel und sexueller Ausbeutung abschrecke.
Auswirkung des Sexkaufverbots auf sich weiterhin prostituierende sowie auf ausstiegswillige Frauen:
- Die Bereitschaft der Kunden, sich in der Öffentlichkeit zu nähern, hat aus Angst vor Bestrafung stark abgenommen.
- Missstände werden der Polizei seltener gemeldet im Fall von Prostituierten, die entweder keine Aufenthaltserlaubnis vorweisen können, oder eigenen Wohnraum gesetzeswidrig für ihre Tätigkeit nutzen. Von Zwangsprostituierten, die zum Ausstieg bereit sind, kann jedoch eine größere Bereitwilligkeit zur Kooperation mit den Behörden erwartet werden, da sie vom Staat soziale und juristische Unterstützung erhalten.[30]
- Von den mit der Polizei eng zusammenarbeitenden Sozialarbeitern wird den Frauen konkrete Unterstützung und Beratung angeboten.[31]
- Bei der Anfrage nach Haus- und Hotelbesuchen nehmen Anrufe mit unterdrückter Nummer zu.

In einer Studie der schwedischen Gleichstellungsbehörde aus dem Jahr 2021 wurde zwar eine Abnahme der Straßenprostitution, jedoch auch eine Zunahme der Prostitutionsangebote über Escort- und Sugardatingwebseiten festgestellt. Auch die Anzahl der Kinder in der Prostitution habe sich erhöht. Einer Erhebung der schwedischen Gesundheitsbehörde aus dem Jahr 2017 zufolge hatten trotz der Einführung des Nordischen Modells 10 % der Männer und 0,5 % der Frauen mindestens einmal sexuelle Dienstleistungen gegen Entgelt in Anspruch genommen und 1,5 % aller Frauen sowie 1 % aller Männer für sexuelle Handlungen Geld erhalten.
Seit 2025 sind in Schweden auch bestimmte Online-Sexdienstleistungen wie Webcam-Übertragungen und bestimmte Formen von Pornographie illegal.

### Norwegen
Zehn Jahre nach Schweden führte Norwegen 2009 als zweites Land Gesetzesänderungen ein, die den Kauf sexueller Dienstleistungen unter Strafe stellten.
Fünf Jahre nach der Einführung des Nordischen Modells in Norwegen ergab eine Studie, dass es dort Prostitution und Menschenhandel dämpfe. Schätzungsweise habe sich die Straßenprostitution seit Einführung des Gesetzes um 45–60 % reduziert. Außerdem habe sich die Kundenzusammensetzung von Prostituierten verändert: Junge Männer und Männer gehobener sozialer Herkunft nahmen seltener, Ausländer anteilig hingegen öfter Sexdienstleistungen in Anspruch. Umfragen zufolge neigten vor allem junge Männer stärker dazu, Prostitution abzulehnen.
Der Evaluationsbericht der norwegischen Regierung von 2014 sieht keine Erhöhung von Gewalt gegen Prostituierte nach Einführung des Sexkaufverbots. Allerdings zeigen sich bei solchen Prostituierten, die über keine Aufenthaltserlaubnis verfügen, oder diese aufgrund ihrer Tätigkeit zu verlieren fürchten sowie bei Beteiligten, die ihre Wohnung zur Prostitutionsausübung nutzen, oder vermieten, eine höhere Hemmschwelle, erlittene Gewalt anzuzeigen.

### Island
Zeitgleich mit der Einführung in Norwegen wurde das Nordische Modell 2009 in Island etabliert. Nach Angaben der dortigen Polizei im Jahr 2017 habe das Gesetz sein Ziel nicht erfüllt. In den 18 Monaten bis zur Veröffentlichung des Berichts sei es zu einer „Explosion“ der Prostitution gekommen. Dabei stamme die Mehrzahl der Prostituierten aus Osteuropa, den baltischen Staaten und Südamerika, die nach Angaben der Polizei Opfer organisierter Kriminalität und Menschenhandel seien. Auf diesem Wege sei Island zu einem beliebten Ziel von Sextouristen geworden.
Für diese Entwicklung werden mehrere Faktoren benannt. Insbesondere Opfer des Menschenhandels hätten nicht mit der Polizei kooperiert und daher nicht gegen die Täter ausgesagt. Außerdem habe Island an touristischer Bedeutung gewonnen, was zu einer erhöhten Nachfrage nach Sexdienstleistungen führen könne. Ein weiterer wichtiger Faktor sei die Zugehörigkeit Islands zum Schengenraum, sodass fehlende Grenzkontrollen auch den Menschenhandel aus ärmeren EU-Staaten nach Island begünstigten. Insbesondere sei bei einem dreimonatigen Aufenthalt kein Visum und keine behördliche Registrierung nötig. Einzelne Autoren werfen der Justiz vor, Prozesse wegen der Inanspruchnahme sexueller Dienstleistungen unter Ausschluss der Öffentlichkeit durchzuführen und dort nur relativ geringe Geldstrafen zu verhängen, was nicht genügend abschrecke.
Von der für die Bekämpfung von Menschenhandel zuständigen US-Behörde Office to Monitor and Combat Trafficking in Persons wurde Island im Jahre 2017 von einem Tier 1 (erfüllt alle Minimum-Standards) zu einem Tier 2 (erfüllt nicht alle Minimum-Standards) herabgestuft.

### Frankreich
Das entsprechende Gesetz wurde von ca. 70 nationalen NGOs vorbereitet und 2019 in Zurückweisung der Klage weiterer NGOs vom französischen Verfassungsgericht bestätigt, welches damit bestätigte, dass Prostitution Gewalt gegenüber Frauen sei. Das Gericht ließ damit auch nicht die Argumentation des „Syndikats der Sexarbeit“ STRASS gelten, dass ein Sexkauf-Verbot weiterhin tätige Prostituierte großen Gefahren aussetzen würde. Allerdings droht ihnen bei Vorliegen eines Verstoßes gegen die Aufenthaltsbestimmungen zeitnah die Abschiebung. Zwischen 2016 und 2020 wurden 5000 Sexkäufer gerichtlich belangt. Eine von CAP-International veröffentlichte Befragung der Bevölkerung durch das Meinungsforschungsinstitut IPSOS ergab 78 % Zustimmung zum Gesetz.
Die Unterstützung Ausstiegswilliger beinhaltet eine dreimal erneuerbare sechsmonatige Aufenthaltsgenehmigung, Unterstützung bei Umschulung, Wohnungsbeschaffung, Bildung und eine monatliche Hilfe von 330 € für maximal drei Jahre. Für Letztere wird allerdings von unterschiedlichen Seiten eine deutliche Erhöhung gefordert. Insgesamt wird das Sexkaufverbot erwartungsgemäß von Abolitionisten auf der einen und Prostitutionsunterstützern auf der anderen Seite sehr unterschiedlich bewertet. Generell werden jedoch die anhaltenden Anlaufschwierigkeiten des Gesetzes vor allem in Form noch mangelnder Sensibilisierung der befassten Behörden kritisiert.
Die staatliche Hilfe zur Überwindung dieser Probleme ist einer der wichtigen Bestandteile des Gesetzes gegen die Inanspruchnahme sexueller Dienstleistungen und ihr Ausbau Befürwortern des Modells zufolge dringend erforderlich.
Einem Bericht des französischen Gesundheitsministeriums aus dem Jahr 2021 zufolge arbeiteten trotz der Einführung des Nordischen Modells in Frankreich zwischen 7.000 und 10.000 Minderjährige in der Prostitution. Hierbei handele es sich hauptsächlich um Mädchen aus sozial benachteiligten Bevölkerungsschichten, die von Zuhältern oft gezielt über das Internet in die Prostitution gelockt würden. Die Anzahl minderjähriger Prostituierter sei dem Bericht zufolge seit Einführung des Nordischen Modells im Jahr 2016 um 340 % angestiegen.

### Irland
In Irland wurde die Inanspruchnahme sexueller Dienstleistungen 2017 als Teil des Sexual Offenses act (Gesetz zu Sexualstraftaten) kriminalisiert. Gemäß einer vom Irischen Justizministerium finanzierten Studie der Universität Limerick aus dem Jahr 2022 setzt die Einführung des Nordischen Modells die Prostituierten der Gefahr der Willkür und Misshandlung durch die Strafverfolgungsbehörden aus. So hätten 20 % der Prostituierten in der Studie berichtet, dass sie von Polizeibeamten sexuell ausgebeutet worden seien. Die Betreiber einer App, mit der Prostituierte gegen sie begangene Straftaten melden können, berichteten, dass sich die Anzahl der gemeldeten Straftaten nach der Kriminalisierung um 90 % erhöht habe.

### Israel
In Israel wurde ein an das Nordische Modell angelehntes Gesetz, das eine zunächst zeitlich befristete Kriminalisierung der Nachfrage nach sexuellen Dienstleistungen vorsieht, im Jahr 2020 verabschiedet. Einer Evaluation im Jahr 2025 zufolge sieht die dortige Regierung die Einführung des Modells als erfolgreich an. Das Sexkaufverbot sei laut Justizminister Yariv Levin „ein sozialer Fortschritt von höchster Bedeutung“. Die psychosoziale Betreuung und Ausstiegshilfen für Prostituierte sollen jetzt, dem Nordischen Modell folgend, ausgebaut werden. Einer jüngeren Studie zufolge erhöhte sich die gesellschaftliche Zustimmung zur Kriminalisierung der Nachfrage nach sexuellen Dienstleistungen von 39 % im Jahr 2016 auf 72 % im Jahr 2025. Der erhoffte Rückgang der Nachfrage nach Prostituierten sei jedoch trotz der Gesetzesänderung weitgehend ausgeblieben.

### Vereinigte Staaten von Amerika
Im Juni 2023 hob der Bundesstaat Maine das Verbot für den Verkauf von Sex auf, behielt aber die Strafen für den Kauf von Sex bei. 2022 legte die Senatorin Liz Krueger dem Senat von New York einen ähnlichen Gesetzesentwurf vor. Dieser befindet sich seitdem im Senatsausschuss.

## Situation in Deutschland
Bis zum Jahr 2002 galt Prostitution in der Bundesrepublik Deutschland als sittenwidrig. Ein Lohn für sexuelle Dienstleistungen konnte nicht rechtmäßig verlangt oder eingeklagt werden. Bordelle operierten in einer rechtlichen Grauzone, wurden jedoch vielfach von den Behörden geduldet. Für Prostituierte waren die Einnahmen aus der Prostitution steuerfrei. Seit der Verabschiedung des Prostitutionsgesetzes im Jahr 2002 verfolgt Deutschland eine liberale Prostitutionspolitik. Sowohl das Angebot als auch die Nachfrage sexueller Dienstleistungen ist in Deutschland legal und reguliert. Bordelle können mit staatlicher Zulassung eröffnet werden und Prostituierte selbständig oder als Angestellte sexuelle Dienstleistungen anbieten. Einnahmen aus der Prostitution sind seitdem steuerpflichtig.
Allerdings machen sich Kunden von Zwangsprostituierten seit dem 15. Oktober 2016 nach § 232a Absatz 6 StGB strafbar, wenn sie vorsätzlich gehandelt haben. Seit der am 10. November 2016 in Kraft getretenen Sexualstrafrechtsreform kommt auch eine Bestrafung nach § 177 StGB wegen sexuellen Übergriffs bzw. Vergewaltigung in Betracht. Seit 1. Oktober 2021 macht sich der Kunde auch dann nach § 232a Absatz 6 StGB strafbar, wenn er leichtfertig nicht erkennt, dass es sich um eine Zwangsprostituierte handelt.
Seit 1. Juli 2017 ist das Prostituiertenschutzgesetz in Kraft.
Laut einer im Juni 2023 vorgestellten Studie soll die Stellung der Bordellbetreiber, der Sexindustrie und der Käufer von sexuellen Dienstleistungen gestärkt worden sein.

### Positionierungen in der Politik
In einem Positionspapier der CDU/CSU-Fraktion vom Februar 2021 werden repressive Maßnahmen gefordert, die u. a. auch ein Sexkaufverbot einschließen können. So sollte die Kriminalisierung der Käufer, die wissentlich und willentlich die Dienstleistungen von Betroffenen von Menschenhandel in Anspruch nehmen, verschärft werden (vgl. oben), Kontrollen sollen vor allem der Überprüfung des ggf. kriminellen Umfeldes dienen, Programme für Prävention und Ausstiegshilfen (im Besonderen für Schwangere) sollen aufgebaut werden. In dem Positionspapier der CDU/CSU-Bundestagsfraktion heißt es: „Wir werden das Monitoring auswerten und, falls die Regelungen nicht zum gewünschten Schutz von Prostituierten geführt haben, weitere Maßnahmen vorschlagen und auch ein Sexkaufverbot in Betracht ziehen.“ Im November 2023 forderten Vertreter der CDU Deutschlands sowie die CDU/CSU-Bundestagsfraktion die Einführung eines Sexkaufverbots in Anlehnung an das Nordische Modell. Die stellvertretende Fraktionsvorsitzende der CDU/CSU-Bundestagsfraktion Dorothee Bär sagte zur Begründung in einem Zeitungsinterview, die „Menschenwürde“ der Prostituierten ließe sich „nur mit einem Systemwechsel“ schützen. Man könne Frauen in der Prostitution nicht retten, sondern müsse sie vor der Prostitution retten. Der Landesverband CDU NRW lehnt die Einführung eines Sexkaufverbots hingegen ab. Am 20. Februar 2024 forderten CDU und CSU in einem formellen Antrag den Deutschen Bundestag zu einer Einführung des Nordischen Modells auf. Der Antrag fordert gemäß dem Dreisäulenmodell den Ausbau von Präventionsmaßnahmen, vermehrte Ausstiegshilfen, die Einführung einer Strafbarkeit der entgeltlichen Inanspruchnahme sexueller Dienstleistungen, verschiedene Maßnahmen zur Bekämpfung von Zwangsprostitution und Menschenhandel sowie die Stärkung der Durchsetzungsautorität der Verwaltungs- und Vollzugsorgane. Die Beschlussvorlage wurde zur weiteren Beratung an die Ausschüsse des Parlaments überwiesen.
Das im Europaparlament und mehreren Landesparlamenten vertretene Bündnis Sahra Wagenknecht unterstützt ebenfalls das Nordische Modell und fordert eine Kriminalisierung der Nachfrage nach sexuellen Dienstleistungen. Die Liberalisierung von Prostitution habe der Partei zufolge zur "Normalisierung des Frauenkaufs" beigetragen. Prostitution bedeute für einen Großteil der Frauen Zwang, Gewalt und Ausbeutung.
In einem Beschluss des SPD-Parteivorstandes vom 16. November 2020 steht: „Ein Sexkaufverbot lehnen wir derzeit ab.“ Innerhalb der Landesverbände der SPD gibt es unterschiedliche Positionen. So beschloss am 12. Oktober 2019 die SPD Baden-Württemberg auf ihrem Landesparteitag in Heidenheim, sich für ein Sexkaufverbot nach nordischem Vorbild einzusetzen. Der SPD-Landesverband Schleswig-Holstein lehnt das Nordische Modell hingegen ab. Die Frauenorganisation der SPD fordert die Einführung des nordischen Modells. Eine prominente Verfechterin des Prostitutionsverbotes nach dem Nordischen Modell ist die SPD-Bundestagsabgeordnete Leni Breymaier. Sie gründete zusammen mit dem CDU-Bundestagsabgeordneten Frank Heinrich (CDU) 2019 einen Parlamentskreis für ein Sexkaufverbot. Ziel des Parlamentskreises ist die strategische Vorbereitung der Einführung des Verbotes auch in Deutschland. Vereinzelt sprachen sich dann auch Landtagsabgeordnete, insbesondere aus Baden-Württemberg, für die Einführung des Nordischen Modells aus.
Zuletzt hat die Partei Bündnis 90/Die Grünen einen Antrag für das Nordische Modell beim Bundesparteitag 2021 abgelehnt. Die frauenpolitische Sprecherin der Grünen-Fraktion im Bundestag, Ulle Schauws, spricht sich gegen das Nordische Modell einer Kriminalisierung der Käufer von sexuellen Dienstleistungen aus. Prostitution würde dann in der Illegalität stattfinden, „ohne Möglichkeit für die Prostituierten, Schutz zu bekommen“.
Die FDP lehnt das nordische Modell ab. „Eine effektive Verbesserung der Zustände braucht nicht mehr Verbotsgesetze“, sagte die frauenpolitische Sprecherin der FDP-Bundestagsfraktion, Nicole Bauer.
Ebenso abgelehnt wird das Nordische Modell von der Alternative für Deutschland. Im Februar 2024 sagte der Abgeordnete Thomas Ehrhorn in einer Stellungnahme für die Partei im Deutschen Bundestag, das Nordische Modell sei zwar „gut gemeint“, in der Umsetzung jedoch „absurd und untauglich“. Das Modell nehme an, Prostituierte seien immer Opfer und ihre Kunden ausnahmslos Täter und sei damit zu undifferenziert. Das gewünschte Ziel, Prostitution abzuschaffen, sei so nicht zu erreichen. Vielmehr verlege das Modell den Strafverfolgungsschwerpunkt von Menschenhändlern und Zuhältern auf die Kunden der Prostituierten, die lediglich eine Dienstleistung in Anspruch nehmen wollten. Durch eine Kriminalisierung der Käuferseite werde Prostitution in die Illegalität gedrängt und die Arbeit für die Prostituierten gefährlicher. Außerdem sei ein „dramatischer Anstieg der Vergewaltigungsrate“ zu erwarten.
Innerhalb der Linken setzt sich die Arbeitsgruppe Linke für eine Welt ohne Prostitution für die Einführung des nordischen Modells ein. Die frauenpolitische Sprecherin der Linken, Cornelia Möhring lehnt das Nordische Modell hingegen ab. Sie kritisierte die Strategien der Verfechter des Nordischen Modells und die Angriffe gegen Sexarbeitende. Auch die Linke.queer kritisiert das nordische Modell.
Volt Deutschland spricht sich ebenfalls gegen eine Kriminalisierung der Nachfrage nach Prostitution aus.

### Juristische Sichtweise
Renommierte deutsche Juristen haben sich in der öffentlichen Debatte sowohl für als auch gegen das Nordische Modell positioniert.
Der ehemalige Richter am Thüringer Verfassungsgerichtshof Ulrich Rommelfanger hält die aktuelle Gesetzeslage, in der Prostitution legal in Anspruch genommen werden kann, für potenziell verfassungswidrig. In einem mit zwei Theologen, Elke Mack und Jakob Drobnik, veröffentlichten Buch "Sexkauf" argumentierte Rommelfanger, der Staat habe eine Schutzverpflichtung und müsse die „andauernden Rechtsverletzungen“ gegenüber den Prostituierten beenden. Es sei „befremdlich“, dass der Staat bei der Prostitution eine freiwillige Tätigkeit annehme, wohingegen Forschungsarbeiten gezeigt hätten, dass 90 % der Prostituierten die Tätigkeit nicht freiwillig ausüben würden. Die Studie wurde im juristischen Diskurs jedoch auch kritisiert. So bezeichnete die Juristin Stefanie Killinger die Studie als „Auftragswerk“ von Befürwortern des Nordischen Modells, in dem Gerichtsurteile selektiv dargestellt, falsch interpretiert und wesentliche Teile der nationalen und europäischen Rechtsprechung nicht berücksichtigt würden. Insbesondere sei eine Entscheidung des Bundesverfassungsgerichts aus dem Jahr 2009, in dem die Prostitution dem Schutzbereich der Berufsfreiheit (Art. 12 GG) unterstellt wurde, in der juristischen Würdigung der Rechtslage nicht berücksichtigt worden.
Thomas Fischer, ehemaliger Vorsitzender Richter des 2. Strafsenats des Bundesgerichtshof, geht hingegen von einer weitgehenden Freiwilligkeit der Prostitutionsausübung aus. In einem in der Zeit 2015 erschienen Beitrag kommentiert er die Entscheidung von Amnesty International zur Legalisierung von Prostitution und kritisiert die in der öffentlichen Debatte in Deutschland häufig geäußerte Einschätzung, dass Prostitution zumeist Zwangsprostitution sei. Er kommt zu dem Schluss, dass die meisten Prostituierten nicht juristisch belastbar dazu gezwungen würden, sondern dass es sich bei Prostituierten häufig um wirtschaftlich benachteiligte Frauen handelt, die diese Tätigkeit aufgrund von finanziellen Nöten ausüben. Bekämpft werden müsse daher Armut und mangelnde wirtschaftliche Entfaltungsmöglichkeiten und nicht die Prostitution an sich. Das nordische Modell hält Fischer für kontraproduktiv und bezeichnet es als „durch und durch polizeistaatliches Modell“, das zur „Entrechtung von Prostituierten“ führe. Martin Heger kritisierte zuletzt den Vorstoß der CDU/CSU in Richtung Nordisches Modell. Heger betonte hingegen: „Dieses angemessene Strafrecht, das die unfreiwillig in die Prostitution gedrängten Opfer schützt und die freiwillig dieses Gewerbe - und sei es im Interessen des Gelderwerbs - betreibenden Personen ihren Job ausüben lässt, muss schlicht durchgesetzt werden.“
Im Dezember 2023 sprach sich der deutsche Justizminister Marco Buschmann gegen eine Kriminalisierung der Nachfrage nach sexuellen Dienstleistungen aus. Entscheidend sei, dass die Ausübung von Zwang auf die Prostituierten in jeglicher Form unterbunden werden müsste, wofür es im deutschen Strafrecht bereits entsprechende Instrumente gebe. Diese müssten konsequent angewendet werden.
Im Februar 2025 sprach sich der Deutsche Juristinnenbund in einer Stellungnahme gegen eine Einführung des Nordischen Modells aus. Die selbstbestimmte Arbeit im Bereich sexueller Dienstleistungen gehöre nicht in das Strafrecht. Eine Kriminalisierung versperre den Blick auf tatsächlich notwendige Maßnahmen zur Verbesserung der Situation der Prostituierten und suggeriere fälschlicherweise eine einfache Lösung für ein hochkomplexes Problem.

### Meinungsumfragen
In einer Meinungsumfrage des Meinungsforschungsinstituts INSA-Consulere im Jahr 2023 sprachen sich 21 % der Befragten für die Einführung des Nordischen Modells generell und 16 % für eine Kriminalisierung der Nachfrage nach sexuellen Dienstleistungen aus.

## Internationale Rechtsprechung
Eine in Frankreich eingereichte Klage gegen das dort eingeführte Verbotsgesetz wurde im Juli 2024 vom EGMR abgewiesen. Die Strafverfolgung der Inanspruchnahme sexueller Dienstleistungen verstößt gemäß dem Urteil nicht gegen Art. 8 der europäischen Menschenrechtskonvention.
In Kanada wurde gegen das dortige Gesetz zur Umsetzung des Nordischen Modells eine Verfassungsbeschwerde eingereicht, die dort bereits vor dem Obersten Gerichtshof des Landes verhandelt wurde. Mit einer Entscheidung wird in naher Zukunft gerechnet.
Der Oberste Gerichtshof Indiens erkannte die Erbringung von Prostitutionsleistungen im Jahr 2022 als legalen Beruf an, womit eine Einführung des Nordischen Modells bei unveränderter höchstrichterlicher Rechtsprechung de-facto unmöglich gemacht wurde.
In den USA wurde die Gesetzgebung im Bundesstaat Maine, der als erster Bundesstaat ein an das Nordische Modell angelehntes Prostitutionsgesetz verabschiedet hatte, noch keiner höchstrichterlichen Überprüfung unterzogen. Die aktuelle Gesetzeslage dernach in den meisten Bundesstaaten sowohl Angebot und Nachfrage kriminalisiert sind, ist jedoch Gegenstand des dortigen juristischen Diskurses und wird teilweise für verfassungswidrig gehalten.

## Debatte
Das Nordische Modell wird in der öffentlichen Debatte in Deutschland und international kontrovers diskutiert. Die Auswirkungen einer Einführung des Modells werden von Politikern, Hilfsorganisationen, Strafverfolgungsbeamten und Prostituierten selbst unterschiedlich beurteilt.

### Unterstützer des Modells
Vor allem Organisationen, die sich für das nordische Modell einsetzen, konservative politische Parteien sowie die Regierungen der Staaten, die das Nordische Modell eingeführt haben, bewerten dieses meist als Erfolg. In einer von der Psychologin Melissa Farley im Jahr 2014 durchgeführten Studie gaben 89 % der Prostituierten an, die Prostitution verlassen zu wollen, jedoch keine Möglichkeit zu haben, anderweitig ihr Überleben zu sichern. Der Wissenschaftler Max Waltman der Universität Stockholm kommt zu dem Ergebnis, die Einführung des Sexkaufverbots in Schweden habe zu einem deutlichen Rückgang der Prostitution geführt. Belege, dass sich Prostitution von der Straße auf Wohnungsprostitution verschoben habe, gebe es nicht. Auch die deutsche Aktivistin und Ex-Prostituierte Huschke Mau befürwortete 2022 das Nordische Modell.
Auf Initiative der britischen Europa-Abgeordneten Mary Honeyball sprach das EU-Parlament am 26. Februar 2014 eine „nicht bindende Entschließung“ aus: Alle Mitgliedsstaaten der EU sollen in Zukunft die Prostitution in ihren Ländern verbieten, bei Zuwiderhandlungen sollen die Käufer von sexuellen Dienstleistungen bestraft werden, nicht die Prostituierten selbst. Die nicht bindende Resolution wurde mit 343 Stimmen angenommen, 139 Abgeordnete stimmten dagegen, 105 enthielten sich. Am 14. September 2023 forderte das EU-Parlament mit 234 zu 175 Stimmen bei 122 Enthaltungen die Mitgliedsstaaten auf, den Kauf von Sex unter Strafe zu stellen, wobei die Verwendung des Begriffs „Nordisches Modell“ abgelehnt wurde.
Befürworter des Verbots verweisen oft auf eine Studie, welche gezeigt hätte, dass die Legalisierung von Prostitution den Menschenhandel befördert. Allerdings betonen die Autoren selber, dass die Studie nicht als Argument für ein Prostitutionsverbot herangezogen werden soll. In der Pressemitteilung zur entsprechenden Studie wird betont, dass die Vorteile einer Legalisierung überwiegen, da dadurch die Arbeitsbedingungen verbessert und reguliert werden können: „However, such a line of argumentation overlooks potential benefits that the legalisation of prostitution might have on those employed in the industry. Working conditions could be substantially improved for prostitutes – at least those legally employed – if prostitution is legalised.“ Einer der Autoren, Axel Dreher, betonte ebenfalls: „Anders sieht das bei der Betrachtung der Rohdaten oder Fallstudien zu einzelnen Ländern aus. Hier sind die Ergebnisse mit äußerster Vorsicht zu genießen. ‚Beweisen‘ lässt sich mit den vorhandenen Daten hier gar nichts. Das gilt auch für die in unserem Artikel enthaltenen Fallbeispiele über Deutschland, Schweden und Dänemark.“
Im Jahr 2019 gab Kamala Harris, die spätere Präsidentschaftskandidatin des Jahres 2024 der Demokratischen Partei der Vereinigten Staaten, ihre Unterstützung für eine Straffreiheit für Prostituierte bei gleichzeitig beizubehaltender Kriminalisierung der Nachfrageseite bekannt und unterstützte damit die wichtigste Forderung der Befürworter des Nordischen Modells. Aus U.S.-Sicht wäre eine Einführung des Nordischen Modells im Gegensatz zu vielen anderen Ländern eine Liberalisierung der Prostitutionsgesetzgebung, da dort bis auf wenige Ausnahmen landesweit sowohl das Angebot als auch die Nachfrage von sexuellen Dienstleistungen strafrechtlich verfolgt wird. Dem Vorschlag von Harris zufolge würde, dem Nordischen Modell folgend, die Tätigkeit der Prostituierten dekriminalisiert während sich an der Kriminalisierung der Nachfrageseite nichts ändern würde.

### Kritik am Modell
Siehe hierzu auch: Schwedische Kritik am Nordischen Modell
Das Nordische Modell wurde seit seiner erstmaligen Einführung von verschiedenen Seiten kritisiert. Hauptkritikpunkt ist die Auswirkung der Kriminalisierung auf Personen, die auch nach der Einführung des Modells weiter in der Prostitution tätig sind. Laut einer 2023 veröffentlichten Metastudie führt jede Form von Kriminalisierung von Prostitution, auch das nordische Modell, zu negativen Auswirkungen auf Prostituierte. So erhöht sich durch diese das Risiko mit Geschlechtskrankheiten infiziert zu werden sowie Opfer von Gewalt zu werden. Weiterhin verstärkt die Kriminalisierung der Studie zufolge die Stigmatisierung und Diskriminierung von Prostituierten und erschwert den Zugang zu Gesundheitsdienstleistungen. Zu ähnlichen Ergebnissen kommt eine 2018 veröffentlichte Metastudie. Laut dieser korreliert jede Form der Kriminalisierung von Prostitution mit häufigerer HIV-Infektion sowie mit höherer Wahrscheinlichkeit von Gewalt gegen Prostituierte durch Kunden, Polizisten oder Dritte.
Verschlechterung der Arbeitsbedingungen
Die Resolution des EU-Parlaments, die Mitgliedstaaten dazu aufrief, das Nordische Modell anzunehmen, wurde insbesondere durch ICRSE, das europäische Netzwerk von Sexworker-Organisationen, kritisiert. Die NSWP (The Global Network of Sex Work Projects) zeigt auf, dass sich die Situation von Prostituierten in Ländern wie Schweden durch das Nordische Modell stark verschlechtern. Zum selben Ergebnis kommt eine im Jahr 2019 von der Regierung Nordirlands in Auftrag gegebene Studie der zufolge die Einführung der Kriminalisierung der Kunden und damit verbundene Verschlechterung der Arbeitsbedingungen zu einer wesentlichen Verschlechterung der psychischen Gesundheit der Prostituierten geführt hat.
Strafverfolgung und Polizeigewalt
Der Menschenrechtsorganisation Human Rights Watch zufolge seien Prostituierte auch mehr und mehr gezwungen, alleinständig und ohne das Wissen anderer zu arbeiten. Ein Gesetzesentwurf in Spanien sehe zum Beispiel Freiheitsstrafen von bis zu vier Jahren für diejenigen vor, die Zimmer oder Unterkünfte für Prostituierte bereitstellen. Dies gelte auch, wenn Prostituierte selbst Wohnungen anmieten und Zimmer an andere Prostituierte vermieten, um zur höheren Sicherheit gemeinsam zu arbeiten. Ein Vermieter, der Kenntnis davon erhält, dass seine Wohnung für Prostitution genutzt wird, muss der Mieterin umgehend kündigen. Außerdem verweist Human Rights Watch auf Berichte denen zufolge Hilfsorganisationen und Menschenrechtsaktivisten, die sich für Prostituierte einsetzen, durch das Nordische Modell in Gefahr geraten, der Unterstützung oder Förderung von Prostitution beschuldigt zu werden. Einer Irischen Studie zufolge erhöhte die Einführung des Nordischen Modells für Prostituierte die Gefahr von Übergriffen durch Polizeibeamte.
Einer Studie der London School of Economics zufolge entspricht die Aussage der Befürworter des Modells, dass Prostituierte nicht kriminalisiert würden, nicht der Realität. Zwar würden Prostituierte nicht strafrechtlich verfolgt, es finde aber in vielen Ländern eine de-facto Kriminalisierung durch Anwendung des Einwanderungsrechts statt. So drohe Prostituierten in den Nordischen Ländern bei Kenntnis der Behörden von ihrer Tätigkeit aufenthaltsrechtliche Konsequenzen. In Schweden und Finnland ist Prostitution ein Grund zur Abschiebung und Verbot der Wiedereinreise von Migranten von außerhalb der EU. Auch EU-Bürger seien in Schweden wegen Prostitution bereits ausgewiesen worden. In Norwegen ist die Polizei durch Einwanderungsgesetze zur Kontrolle, Verhör und Abschiebung migrantischer Sexarbeitender befugt.
Sicherheit und Gesundheit der Prostituierten
Human Rights Watch zufolge ergab eine französische Studie, dass die Einführung von Kaufverboten die Prostituierten dazu zwingt, ihre Dienstleistungen in abgelegenen und gefährlicheren Gegenden anzubieten. Dadurch erhöhe sich die Gefahr von sexuellen Übergriffen und Misshandlung, was für eine auffällige Häufung von Morden an Prostituierten in Frankreich seit der Einführung des Kaufverbots mitverantwortlich sei. Einer kanadischen Studie aus dem Jahr 2020 zufolge verschlechterte sich nach der Kriminalisierung der Inanspruchnahme sexueller Dienstleistungen der Zugang der Prostituierten zu Gesundheitsversorgung und sozialen Diensten.
Ausgestaltung der Ausstiegshilfen
Ausstiegshilfen für Prostituierte, die ihre Tätigkeit in der Prostitution beenden wollen, sind eine der zentralen Säulen des Modells, da auf diese Weise für Prostituierte gesorgt werden soll, die auch nach Einführung eines Sexkaufverbots weiter in der Prostitution tätig bleiben und diese sich nicht gezwungen sehen, ihre Tätigkeit unter potenziell schlechteren Bedingungen weiter auszuüben. Die konkrete Ausgestaltung dieser Ausstiegshilfen ist jedoch umstritten und wird in den Ländern, die das Modell bisher eingeführt haben sehr unterschiedlich gehandhabt. Uneinigkeit besteht unter den Unterstützern des Modells, ob und in welcher Höhe direkte Geldbeträge an die Prostituierten gezahlt werden sollen und welche weiteren Hilfen gewährt werden sollen und für wie lange (z. B. Plätze in Frauenhäusern, Arbeitsplätze über Arbeitsbeschaffungsmaßnahmen). Ebenso umstritten ist, ob Ausstiegshilfen schon während der bloßen Ausstiegswilligkeit oder erst nach einem nachweislich erfolgten Ausstieg aus der Prostitution gewährt werden sollten. Außerdem werden insbesondere für ausländische Prostituierte häufig auch ausländerrechtliche Erleichterungen wie ein Abschiebeschutz gefordert, wobei in den einzelnen Länder diesbezüglich keine einheitliche Linie durchgesetzt hat. In Frankreich erhalten ausstiegswillige Prostituierte bisher nur ein vorübergehendes Aufenthaltsrecht. Auch in anderen Ländern bleiben ausstiegswillige Prostituierte oft weiter von Abschiebung bedroht.
Weitgehend ungeklärt ist auch die Frage, wie der tatsächliche dauerhafte Ausstieg der Prostituierten während der Bezugsdauer der Ausstiegshilfen effektiv überwacht werden kann, und wie Mitnahmeeffekte (insbesondere wenn Aussteigenden noch während der Tätigkeit in der Prostitution Leistungen gewährt werden) und Missbrauch verhindert werden kann, etwa wenn versucht wird, durch das Vortäuschen einer Tätigkeit in der Prostitution Ausstiegshilfen oder Abschiebeschutz zu erhalten. Auch die zu erwartenden Kosten flächendeckender Ausstiegshilfen werden teilweise kritisiert sowie deren Praktikabilität (ausreichendes Vorhandensein von Frauenhausplätzen, Sozialarbeitern, Bildungsangeboten usw.) angezweifelt. Als weiteres Problem wird genannt, dass Sozialarbeitende und Hilfsorganisationen – der abolitionistischen Logik des Nordischen Modells folgend – Druck auf Prostituierte ausüben, ihre Tätigkeit in der Prostitution zu beenden und sich auf Unterstützung für ausstiegswillige Prostituierte konzentrieren, während Hilfsangebote für weiter in der Prostitution tätige Prostituierte vernachlässigt werden. Zudem wird darauf hingewiesen, dass in vielen Ländern, in denen die Nachfrage nach sexuellen Dienstleistungen legal ist, auch jetzt schon Ausstiegshilfen gewährt würden.
Auf die mit der Ausgestaltung der Ausstiegshilfen verbundenen Herausforderungen wird auch von den Befürwortern des Modells hingewiesen. Hierzu verweist etwa das Bündnis Nordisches Modell auf die zentrale Bedeutung der Nachfragekriminalisierung im Konzept des Nordischen Modells. Ausstiegshilfen könnten nur nachhaltig, finanziell und personell in hoher Qualität gewährleistet sein, wenn der Prostitutionsmarkt durch ein Sexkaufverbot deutlich verkleinert würde.
Stigmatisierung der Prostituierten
Die frauenpolitische Sprecherin der Linksfraktion im Bundestag, Cornelia Möhring, kritisiert, dass sich durch ein Verbot die soziale Situation der Prostituierten nicht verbessere und das Modell selbst einen „Generalangriff auf unsere sexuelle Selbstbestimmung“ darstelle. Bezahlte Sexualität sei nicht grundsätzlich mit Gewalt gleichzusetzen. Auch seien durch die Illegalisierung die Opfer von Menschenhandel weniger sichtbar und damit auch weniger geschützt. Einem Bericht der Menschenrechtsorganisation Amnesty International zufolge befördert das Nordische Modell eine „Kultur von Diskriminierung und Stigmatisierung“ von Prostituierten. Bestimmte Länder wie Norwegen verfolgten damit hinter vorgehaltener Hand das Ziel, Druck auf Prostituierte auszuüben und die Arbeitsbedingungen für Prostituierte zu verschlechtern. Der Bericht zitiert einen norwegischen Ministerialbeamten mit den Worten, eine Verbesserung der Bedingungen in der Prostitution sei politisch nicht gewünscht, denn man könne nicht versuchen, die Prostitution auszurotten und gleichzeitig eine Situation schaffen, in der sich Prostituierte wohl fühlten. (“[I]s it a problem that people in prostitution are in trouble[?] No one has said at a political level that we want prostitutes to have a good time while we also try to stamp out prostitution.”)
Verlagerung der Prostitution in andere Länder
Kritiker des Modells bemängeln, dass sich bei einer Kriminalisierung und konsequenten Verfolgung der Nachfrageseite die Prostitution in andere Länder verlagert, in denen die Nachfrage nach sexuellen Dienstleistungen weiter legal bleibt oder nicht konsequent verfolgt wird. Einer Studie der Stockholm School of Economics zufolge führte die Einführung des Nordischen Modells in Schweden, Frankreich, Kanada und Israel zu vermehrtem Sextourismus und einer damit einhergehenden Erhöhung der Prostitutionsnachfrage in anderen, teils deutlich ärmeren Ländern wie Thailand und den Philippinen, in denen Prostituierte ihre Tätigkeit teilweise unter deutlich schlechteren Bedingungen ausübten.
Sexualassistenz für Menschen mit Einschränkungen
Das Nordische Modell kriminalisiert jede Form von entgeltlichen sexuellen Handlungen, also auch die Sexualbegleitung oder Sexualassistenz für Menschen mit Behinderung, Demenz oder in hohem Alter. Dass für diesen Personenkreis keine Ausnahmen vorgesehen sind, wird von Seiten der Betroffenen und von Behindertenverbänden teilweise stark kritisiert. Abhängig von Art und Schweregrad der körperlichen oder geistigen Einschränkung sei Sexualassistenz für viele Menschen mit Behinderung oft die einzige realistische Möglichkeit, ihr Grundbedürfnis nach Sexualität zu erfüllen. Diese Haltung wird von den Befürwortern des Nordischen Modells abgelehnt. So bezeichnete die ehemalige Prostituierte und Aktivistin Huschke Mau Sexualassistenz für Menschen mit Behinderung als "Wolf im Schafspelz". Alte und Behinderte hätten kein "Recht auf Sex" und deren Belange würden nur vorgeschoben, um Argumente gegen ein allgemeines Sexkaufverbot zu finden. Zwar räumt Mau ein, dass viele ältere oder behinderten Menschen ihr Bedürfnis nach Nähe, Zährtlichkeit und Sexualität oft nicht erfüllen könnten, bezahlte sexuelle Dienstleistungen seien hierfür jedoch keine Lösung und führten nur dazu, dass "nähebedürftige Patienten mit Sex abgespeist" würden.
Allgemeine Kritik
Kritisiert wird weiterhin der Ansatz, Menschenhandel durch eine allgemeine Kriminalisierung der entgeltlichen Inanspruchnahme sexueller Dienstleistungen zu bekämpfen. Stattdessen werden Verbesserungen der Sozialleistungen im Sinne des sozialstaatlichen Schwedischen Modells befürwortet.
Die Auswirkungen des Nordischen Modells auf Angebot und Nachfrage von Dienstleistungen von Prostituierten ist umstritten. Eine Studie der Regierung Nordirlands ergab, dass das Prostitutionsangebot durch die Kriminalisierung der Käufer nicht wesentlich zurückgegangen sei, sondern sich sogar um fünf Prozent erhöht habe. Auch auf die Nachfrage nach Prostitution habe sich die Einführung des Kaufverbots nicht wesentlich ausgewirkt. Die Prostitutionsanbahnung habe sich einfach von der Straße ins Internet verlagert. Auch einer Studie aus Israel zufolge verringerte sich die Nachfrage nach Prostitution durch das dort im Jahr 2020 eingeführte Sexkaufverbot nicht.
In einer von Sozialwissenschaftlern der London School of Economics and Political Science in den Nordischen Ländern Schweden, Finnland und Norwegen durchgeführten Studie sprachen sich 96 % der befragten Polizisten, Sozialarbeiter, politischen Entscheidungsträger und Prostituierten gegen eine Fortsetzung des Nordischen Modells und für eine Entkriminalisierung der Prostitution aus.
Kritik am Begriff
In der Wissenschaft ist die Bezeichnung Nordisches Modell nicht unumstritten. Die damit in Bezug genommenen Rechtsordnungen würden zwar alle die Inanspruchnahme bestimmter sexueller Dienstleistungen kriminalisieren, tatsächlich stelle sich jedoch die rechtliche Behandlung von Prostitution im Vergleich der nordischen Länder weitaus komplexer und disparater dar. In Finnland ist der Kauf sexueller Dienstleistungen noch teilweise und in Dänemark sogar sehr weitgehend legal und ähnlich wie in Deutschland staatlich reguliert. Von einem einheitlichen Regelungsansatz könne daher nicht die Rede sein.

### Position unterschiedlicher Verbände und Institutionen

#### Befürworter des Nordischen Modells
Terre des Femmes spricht sich als Frauenrechtsorganisation ebenso wie Sisters e. V. für das Nordische Modell aus. In einer gemeinsamen Stellungnahme der beiden Organisationen zu dieser Forderung, erklärten die beiden Vereine, Prostitution sei kein „normaler Job“, was allein schon daran zu erkennen sei, dass Jobcenter und Arbeitsagenturen nicht in die Prostitution vermitteln dürften. Ferner gehe es bei der Prostitution nicht um die selbstbestimmte Sexualität der Prostituierten. Frauen dürften ihre Sexualität ausleben mit wem sie wollten, es bestehe aber kein Recht auf eine Kommerzialisierung von Sex. Ebenso für das Modell ausgesprochen haben sich die Vereinigung Coalition against Prostitution CAP International, das Mouvement du Nid, der Verein Solwodi, das Netzwerk „Ella“ ehemaliger sowie noch aktiver Prostituierter und das Bündnis Nordisches Modell. Ihre ablehnende Haltung begründen diese Organisationen mit der Aussage, dass die Würde von Frauen in der Prostitution verletzt werde. Gewalt bis hin zur organisierten Kriminalität sei in der Prostitution allgegenwärtig. Prostitution bedeute eine „Asymmetrie der Geschlechterverhältnisse“, zerstöre die „seelische und körperliche Integrität der betroffenen Frauen“, degradiere die Frau zur Ware und sei daher als Menschenrechtsverletzung anzusehen.
Mit ähnlicher Argumentation beschloss am 6. Juli 2017 auch das Kirchenparlament der Evangelischen Landeskirche in Württemberg. und am 3. Juli 2018 auch die Deutsche Evangelische Allianz. ein Sexkaufverbot nach schwedischem Vorbild zu fordern. Auch der Katholische Deutsche Frauenbund sprach sich für eine Einführung des Modells aus. Mit seiner liberalen Gesetzgebung sei Deutschland zum „Bordell Europas“ geworden. Gesetzesinitiativen zum Schutz von Prostituierten hätten nicht zu einer nachhaltigen Verbesserung der Lebensumstände von in der Prostitution tätigen Personen geführt. Die Bezahlung des sexuellen Zugangs zum Körper einer anderen Person sei oftmals mit der Ausnutzung von Frauen in Notsituationen verbunden, stelle „eine Form sexueller Gewalt“ dar und könne daher von der Gesellschaft nicht weiter akzeptiert werden.

#### Gegner des Nordischen Modells
Die Menschenrechtsorganisationen Amnesty International und Human Rights Watch lehnen das Nordische Modell ab. Human Rights Watch zufolge hat die Kriminalisierung von Prostitution eine „verheerende Auswirkung“ (devastating impact) auf Personen, die mit Sexarbeit ihren Lebensunterhalt verdienen. Amnesty International spricht sich allgemein gegen die Kriminalisierung einvernehmlicher Sexarbeit unter Erwachsenen aus, also auch gegen die Kriminalisierung von Kunden, weil sie nicht auf Menschenhandel, sondern auf einvernehmliche sexuelle Handlungen abzielt. Außerdem kritisiert Amnesty International, dass durch die Kriminalisierung die Prostitution lediglich verschoben würde und Prostituierte dann ungeschützt in einer rechtlichen Grauzone tätig seien. Dies führe zur Verletzung der Menschenrechte von Prostituierten. Ähnlich argumentiert die U.S.-Bürgerrechtsorganisation American Civil Liberties Union, die ebenfalls zur Dekriminalisierung von sowohl Angebot als auch Nachfrage von Sexarbeit aufruft. Studien hätten gezeigt, dass sich eine Kriminalisierung auch nur der Käuferseite negativ auf die Sicherheit von Personen in der Sexarbeit, deren Arbeitsbedingungen und die Vermeidung sexuell übertragbarer Krankheiten auswirken würde. Daher sollten die Tätigkeit in sowie die Inanspruchnahme von Sexarbeit für Angebot und Nachfrage für erwachsene Personen entkriminalisiert werden.
Dachorganisationen von Prostituierten bzw. Sexarbeitenden wie der Berufsverband für erotische und sexuelle Dienstleistungen e. V. (BesD), der Hydra e. V., das International Committee on the Rights of Sex Workers in Europe und Global Network for Sex Worker Projects lehnen das Sexkaufverbot ab, genauso wie andere Formen der Kriminalisierung einvernehmlicher Sexarbeit unter Erwachsenen.
Der Deutsche Frauenrat, die Deutsche Aidshilfe, der Deutsche Juristinnenbund, die Diakonie Deutschland und die Fachstelle gegen Frauenhandel contra e. V. Kiel haben sich im November 2019 in einer gemeinsamen Pressemitteilung explizit gegen eine Kriminalisierung der Nachfrage nach sexuellen Dienstleistungen positioniert. Zu den Kritikern des nordischen Modells gehören weiterhin die Koordinierungsstelle gegen Frauenhandel KOOFRA e. V., das Bündnis der Fachberatungsstellen für Sexarbeiterinnen und Sexarbeiter (bufaS e. V.), verschiedene weitere Frauenrechtsorganisationen und Selbsthilfegruppen, die Dortmunder Mitternachtsmission sowie der Koordinierungskreis gegen Menschenhandel (KOK e. V.), eine unabhängige Berichterstattungsstelle zum Thema Menschenhandel des Deutschen Instituts für Menschenrechte, der im Jahr 2019 in einer Stellungnahme auf verschiedene Kritikpunkte am Nordischen Modell hingewiesen hat. Sinnvoller als eine Kriminalisierung der Nachfrage seien demzufolge Maßnahmen wie der Ausbau eines niedrigschwelligen Zugangs zur Gesundheitsversorgung für Prostituierte, eine verstärkte Finanzierung von Fachberatung, Peerberatung in der Prostitution, Aufstockung von Ausstiegsangeboten, Sensibilisierung der Jugendhilfe sowie eine strengere Durchsetzung bestehender Strafgesetze. Derartige Maßnahmen seien bereits vielfach erprobt und teilweise evaluiert, während die tatsächlichen Auswirkungen einer Einführung des Nordischen Modells immer noch unklar und umstritten seien und eine detaillierte Evaluation dieses Ansatzes noch ausstehe. Auch der Paritätische Wohlfahrtsverband befürwortet eine Einführung des Nordischen Modells aufgrund einer dem Verband zufolge zu erwartenden „Gefahr der noch stärkeren Verlagerung von Sexarbeit und Prostitution in die Illegalität und Unsichtbarkeit“ derzeit nicht.
Im Juni 2023 veröffentlichte die Katholische Frauengemeinschaft Deutschlands ein Positionspapier, in dem eine Kriminalisierung der Nachfrage nach sexuellen Dienstleistungen abgelehnt wird. Stattdessen müssten Sexarbeit und Prostitution „entstigmatisiert und aus der Schmuddelecke geholt“ werden. Der im Nordischen Modell ebenfalls geforderten Ausbau von Ausstiegshilfen und Präventionsmaßnahmen wird hingegen befürwortet.
Im September 2024 sprach sich die Frauengruppe der Gewerkschaft der Polizei in einer Stellungnahme gegen die Kernforderung der Befürworter des Nordischen Modells aus, die Inanspruchnahme sexueller Dienstleistungen strafrechtlich zu verfolgen, unterstützte aber gleichzeitig andere Aspekte des Modells wie eine stärkere gesellschaftliche Aufklärung sowie einen verstärkten Opferschutz bei Straftaten gegen Prostituierte und forderte „flächendeckende, finanziell abgesicherte Ausstiegsprogramme“ für Prostituierte.
Das Gemeinsame Programm für HIV/Aids der Vereinten Nationen spricht sich für eine Dekriminalisierung von Sexarbeit, sowohl auf der Käufer- als auch der Verkäuferseite, aus. Gesetze zur Kriminalisierung würden demzufolge die Bekämpfung von HIV und anderen sexuell übertragbaren Krankheiten behindern und außerdem zu Stigmatisierung und moralischer Verurteilung von Personen beitragen, die in der Sexarbeit tätig sind. Auch die Weltgesundheitsorganisation (WHO) spricht sich für eine Entkriminalisierung von Sexarbeit aus und verweist auf Modellstudien, denen zufolge HIV-Neuerkrankungen unter Personen, die Sexarbeit ausüben, durch eine Entkriminalisierung innerhalb von 10 Jahren um 46 % gesenkt werden könnten.
Die Arbeitsgruppe der Vereinten Nationen zu Diskriminierung gegen Frauen und Mädchen empfahl 2023 die vollständige Dekriminalisierung von Sexarbeit. Laut einem Bericht der Arbeitsgruppe habe das Nordische Modell „problematische Implikationen für Menschenrechte“. Es habe sich gezeigt, dass das nordische Modell die Überwachung und Belästigung von Prostituierten durch die Polizei verschärft und die Stigmatisierung und Diskriminierung von Prostituierten verstärke.